# Феттвайс
Феттвайс (нем. Vettweiß) — община в Германии, в земле Северный Рейн-Вестфалия.
Подчиняется административному округу Кёльн. Входит в состав района Дюрен. Население составляет 8975 человек (на 31 декабря 2010 года). Занимает площадь 83,14 км².